# 이천 대포동 석조여래입상
이천 대포동 석조여래입상은 대한민국 경기도 이천시 대포동에 있다. 1986년 4월 14일 이천시의 향토유적 제11호로 지정되었다.